# (4993) Cossard
Pour les articles homonymes, voir Cossard.
(4993) Cossard est un astéroïde de la ceinture principale.

## Description
(4993) Cossard est un astéroïde de la ceinture principale. Il fut découvert le 11 avril 1983 à La Silla par Henri Debehogne et Giovanni de Sanctis. Il présente une orbite caractérisée par un demi-grand axe de 2,37 UA, une excentricité de 0,06 et une inclinaison de 6,9° par rapport à l'écliptique.

## Compléments